# Жолдак, Андрей Валерьевич
Андрей Валерьевич Жолдак (укр. Андрій Валерійович Жолдак, псевдоним Жолдак-Тобилевич IV; род. 3 ноября 1962, Киев) — украинский театральный режиссёр, заслуженный деятель искусств Украины (2004), кавалер украинского ордена «За заслуги» III степени (2009).

## Биография
Андрей Жолдак учился в Национальной художественной школе им. Т. Г. Шевченко (Киев). Первое режиссерское образование Андрей получил в Киевском государственном институте искусств им. Ивана Карпенко-Карого (1986). Окончил ГИТИС (1989; курс А. Васильева). В 2002—2005 годах — художественный руководитель Харьковского драматического театра им. Т. Г. Шевченко. Президент с 1995 г. Международного фонда «Ukraine-Culture-Europe». Проживает в Германии с 2006 года. Двоюродный племянник писателя Богдана Жолдака.

## Постановки
- 1989 — «Момент» по рассказам В. К. Винниченко. Национальный академический драматический театр им. Ивана Франко (Киев, Украина)
- 1991 — «O-O-Y/Chomobyl». Festival-laboratory per Anatolyi Vasiliev «School. Experience of independent contact» (Санкт-Петербург, Россия)
- 1994 — «Yurta Passions». Theatre Lusemier (Париж, Франция)
- 1995 — «Кто боится Вирджинии Вульф» по пьесе Эдварда Олби. Production of the International Foundation «Ukraine-Culture-Europe»
- 1996 — «Швейк» по пьесе Ярослава Гашека. Production of the International Foundation «Ukraine-Culture-Europe»
- 1997 — «Кармен» по новелле П. Мериме. Production of the International Foundation «Ukraine-Culture-Europe»
- 1999 — «Три сестры» по пьесе А. П. Чехова. Национальный академический драматический театр им. Ивана Франко (Киев, Украина)
- 2000 — «Тарас Бульба» по повести Н.В. Гоголя. Театр «Балтийский дом» (Санкт-Петербург)
- 2000 — «Идиот» по роману Ф. М. Достоевского. Charity Producer’s Foundation and «Theatre on the Podol» (Киев, Украина)
- 2000 — «Идиот» по роману Ф. М. Достоевского. Teatrului Naţional Radu Stanca (Сибиу, Румыния)
- 2001 — «Женитьба» по пьесе Н. В. Гоголя. Украинский драматический театр (Черкассы, Украина)
- 2001 — «Чайка» по пьесе А. П. Чехова. Государственный театр наций
- 2002 — «Отелло?!» по пьесе Уильяма Шекспира. Teatrului Naţional Radu Stanca (Сибиу, Румыния)
- 2002 — «Гамлет. Сны» по пьесе Уильяма Шекспира. Харьковский драматический театр им. Т. Г. Шевченко
- 2003 — «Один день Ивана Денисовича» театральные фантазии по повести А. И. Солженицына. Харьковский драматический театр им. Т. Г. Шевченко
- 2003 — «Месяц любви» по пьесе «Месяц в деревне» И.С. Тургенева. Харьковский драматический театр им. Т.Г. Шевченко
- 2004 — «Гольдони. Венеция» по пьесе Карло Гольдони. Харьковский драматический театр им. Т.Г. Шевченко
- 2005 — «Ромео и Джульетта. Фрагмент» по пьесе Уильяма Шекспира. Харьковский драматический театр им. Т.Г. Шевченко.
- 2005 — «Медея в городе» по текстам Еврипида, Хайнера Мюллера. Театр Volksbuhne am Rosa Luxemburg Platz («People’s Theatre») (Германия, Берлин)
- 2005 — «Игра снов» по драме Августа Стриндберга. Luzerner Theatre (Люцерн, Швейцария)
- 2006 — «Федра. Золотой Колос» по текстам Еврипида, Сенеки, Расина. Государственный театр наций (Москва, Россия)
- 2007 — «Кармен. Исход» по новелле Проспера Мериме. Государственный театр наций (Москва, Россия)
- 2008 — «Москва. Психо» по текстам Еврипида, Сенеки, Жана Ануя, Хайнера Мюллера. Школа современной пьесы (Москва, Россия)
- 2008 — «Войцек» о пьесе Георга Бюхнера. Областной академический музыкально-драматический театр им. Тараса Шевченко (Черкассы, Украина)
- 2008 — «Ленин Love. Сталин Love.» по роману Василя Барки «Желтый князь». Областной академический музыкально-драматический театр им. Тараса Шевченко (Черкассы, Украина)
- 2009 — «Жизнь с идиотом» по повести В. Ерофеева. Teatrului Naţional Radu Stanca (Сибиу, Румыния)
- 2009 — «Принцесса Турандот» по пьесе Карло Гоцци. Teatrului Naţional Radu Stanca (Сибиу, Румыния)
- 2009 — «Сексус» по роману Генри Миллера. Schauspielhaus Oberhausen (Оберхаузен, Германия)
- 2010 — «Анна Каренина» по роману Л. Н. Толстого. Городской театр Турку (Финляндия)
- 2010 — «Москва — Петушки» по поэме В. В. Ерофеева. Театр-фестиваль «Балтийский дом». В главной роли — Владас Багдонас
- 2011 — «Идиот»  по роману Ф.М. Достоевского. Schauspielhaus Oberhausen (Оберхаузен, Германия)
- 2011 — «Мефисто» по роману Клауса Манна. Uppsala Stadsteater (Упсала, Швеция)
- 2011 — «Дядя Ваня» по пьесе А. П. Чехова. Klockrikke theatre (Хельсинки, Финляндия)
- 2012 — «Вишневый сад» по пьесе А. П. Чехова. Городской театр Турку (Финляндия)[3]
- 2012 — «Евгений Онегин», опера П. И. Чайковского. Михайловский театр (Санкт-Петербург, Россия)
- 2013 — «Евгений Онегин», опера П. И. Чайковского. Savonlinna Opera Festival (Савонлинна, Финляндия)
- 2013 — «Мадам Бовари», по роману Гюстава Флобера. Театр «Русская антреприза» имени Андрея Миронова, (Санкт-Петербург, Россия)
- 2014 — «Мирандолина». Stadttheater Giessen (Germany)
- 2014 — «Elektra» по трагедии Еврипида. National Theatre Macedonia (Скопье, Македония)
- 2014 — «Метаморфозы», по повести «Превращение» Франца Кафки. Schauspielhaus theatre (Оберхаузен, Германия)
- 2015 — «ZHOLDAK DREAMS: похитители чувств» по мотивам пьесы Карло Гольдони «Слуга двух господ». Академический Большой драматический театр им. Г. А. Товстоногова. (Санкт-Петербург, Россия)
- 2016 — «Три сестры» по пьесе А. П. Чехова. Александринский театр (Санкт-Петербург, Россия)
- 2016 — «Der König Kandaules» опера А. Цемлинского. Opera Vlaanderen (Антверпен и Гент, Бельгия)
- 2018 — «Иоланта» опера П. И. Чайковского. Михайловский театр (Санкт-Петербург, Россия)
- 2020 — «Нана» по роману Эмиля Золя. Александринский театр (Санкт-Петербург, Россия)

## Признание и награды
- 2000 — Номинант премии «Киевская пектораль» в категории «Лучшая режиссёрская работа» (спектакль «Идиот»)
- 2004 — Лауреат премии ЮНЕСКО в области исполнительских искусств[4]
- 2014 — Лауреат премии «Золотая маска» за лучший оперный спектакль и как лучший режиссёр (спектакль «Евгений Онегин»)[5]